# Ochthebius tudmirensis
Ochthebius tudmirensis är en skalbaggsart som beskrevs av Manfred A. Jäch 1997. Ochthebius tudmirensis ingår i släktet Ochthebius och familjen vattenbrynsbaggar. Inga underarter finns listade i Catalogue of Life.